# كلية الشريعة والدراسات الإسلامية بالأحساء
كلية الشريعة والدراسات الإسلامية بالأحساء هي إحدى فروع جامعة الإمام محمد بن سعود الإسلامية تم تأسيس كلية الشريعة بالأحساء شرقي المملكة العربية السعودية في عام 1400 هـ.
أفتتحت الكلية بموجب المرسوم الملكي 6366، والصادر في السابع والعشرين من شهر ربيع الأول لعام 1401هـ تم افتتاح كلية الشريعة والدراسات الإسلامية بالأحساء – فرع جامعة الإمام محمد بن سعود الإسلامية.
وافتتحت الكلية في عامها الأول خمسة أقسام علمية، وهي: الشريعة، وأصول الدين، واللغة العربية، والجغرافيا، والإدارة بأقسامها الثلاث: المحاسبة، والاقتصاد، وإدارة أعمال.
وفي عام 1430 هـ افتتح قسمين جديدين في الكلية، وهما: قسم اللغة الإنجليزية، وقسم الحاسب الآلي، وفي عام 1431هـ -1432هـ افتتح قسم الأنظمة، ليصبح حاليًا عدد أقسام الكلية ثمانية أقسام علمية.
وفي العام الجامعي 1432هـ /1433هـ افتتحت الدراسة بالانتظام للطالبات في قسمي: الشريعة، واللغة العربية.
وفي العام الجامعي 1433هـ / 1434هـ  افتتحت الكلية باب الدراسة المنتظمة للطالبات في قسم اللغة الإنجليزية. 
وفي العام الجامعي 1434 هـ / 1435 هـ افتتحت الكلية باب الدراسة المنتظمة للطالبات في قسم الحاسب الآلي. 

## أقسام الكلية
- قسم الشريعة

- قسم أصول الدين

- قسم اللغة العربية
- قسم الجغرافيا

- قسم الإدارة

- قسم الأنظمة
- قسم علوم الحاسب الألي

- قسم اللغة الإنجليزية[2]
- مركز دراسات الطالبات

## عميد الكلية
- عبد الرحمن بن سلامه المزيني[1]

## الأقسام العلمية بالكلية
تتكون كلية الشريعة والدراسات الإسلامية بالأحساء من 4 أقسام علمية رئيسية للبنات: الشريعة، اللغة العربية، اللغة الإنجليزية، والحاسب الآلي. والطلاب في ثمانية أقسام علمية وهي: قسم الشريعة، قسم أصول الدين، قسم اللغة العربية، قسم الجغرافيا، قسم الإدارة، قسم اللغة الإنجليزية، قسم الحاسب الآلي، قسم الأنظمة.

## نظام الدراسة في الكلية
الدراسة في الكلية مبنية على النظام الفصلي، يقسم العام الدراسي الجامعي إلى فصلين دراسيين، ويدرس الطالب ثمان مستويات دراسية في اربع سنوات، ليحصل بعد اجتياز الدراسة على درجة البكالوريوس.

## القبول في الكلية
الطلاب:
مسار اللغات والترجمة يؤهل لتخصص اللغة الإنجليزية، والمسار التطبيقي والإداري يؤهل لتخصص علوم الحاسب وإدارة الأعمال والمحاسبة.
الطالبات:
مسار اللغات والترجمة، والمسار التطبيقي ويؤهل لتخصص علوم الحاسب.

## اللغة والترجمة
يؤهل مسار اللغات والترجمة لتخصص اللغة الإنجليزية وآدابها فقط وتتم المفاضلة عليه للمتقدمين وفقا للنسبة المحدده: الشهادة الثانوية بنسبة 35%، واختبار القدرات بنسبة 45%، واختبار كفايات اللغة الإنجليزية بنسبة 20% على ألا تقل الدرجة النهائية عن 55.

## وصلات خارجية
موقع الكلية